# Gran almacén histórico (Friburgo de Brisgovia)
El gran almacén histórico (nombre local: historisches Kaufhaus) es un edificio de la ciudad alemana de Friburgo de Brisgovia, Baden-Wurtemberg. Tiene una característica fachada roja y está situado en la plaza del mercado al sur de la catedral, en pleno centro del casco viejo de la ciudad. Fue construido para el consejo de administración del mercado entre 1520 y 1532.

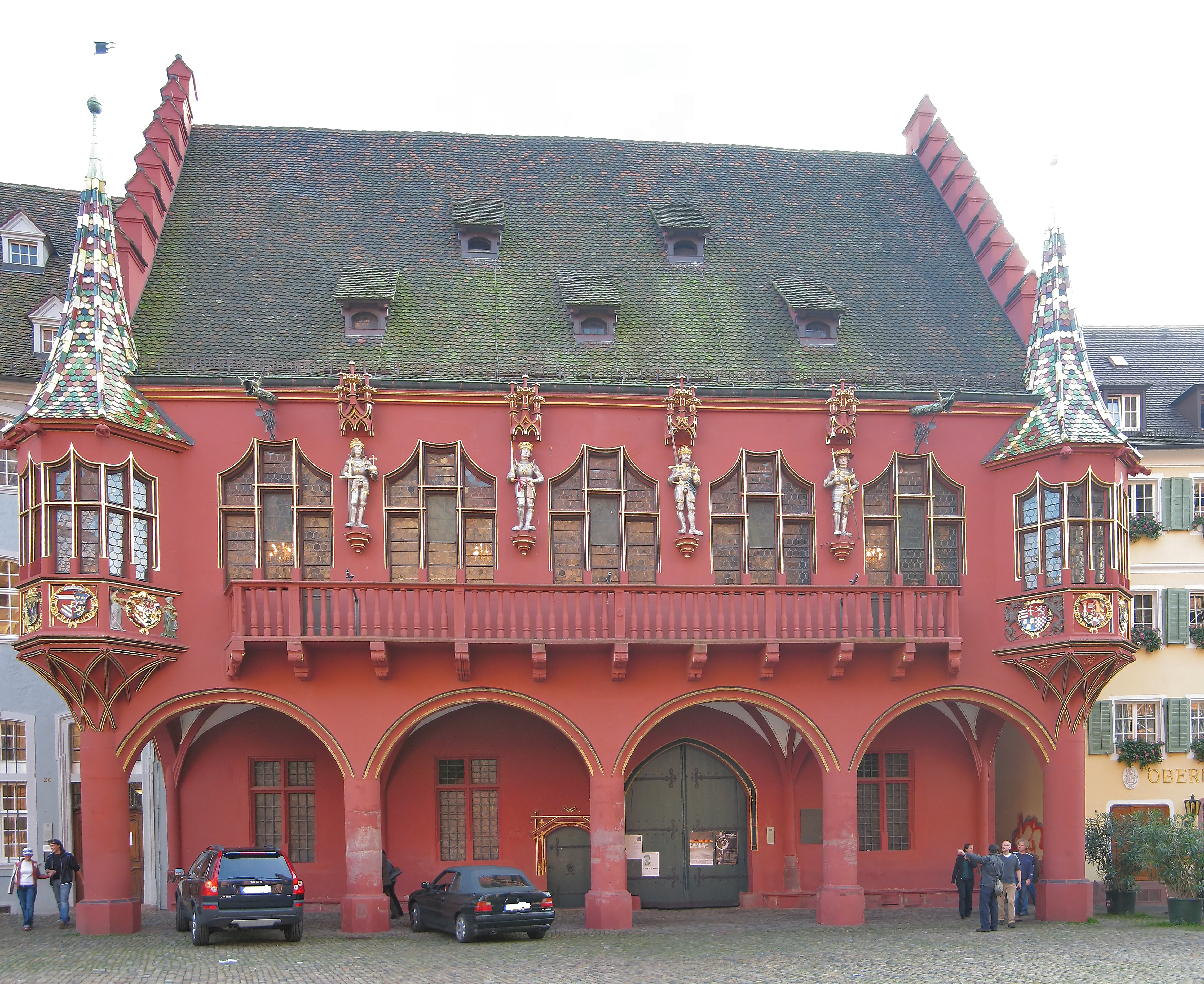
Gran almacén histórico en la plaza sur de la catedral